# Founingo bleu
Alectroenas madagascariensis
Espèce
Statut de conservation UICN

 LC  : Préoccupation mineure
Le Founingo bleu (Alectroenas madagascariensis), Finingo malgache ou Pigeon bleu de Madagascar, est une espèce d'oiseaux de la famille des Columbidae.

## Répartition
Cette espèce est endémique de Madagascar.